# Unibertsolariak munduaren ertzaren bila
Unibertsolariak munduaren ertzaren bila (Els balunis a l'aventura de la fi del món) és una pel·lícula d'animació basca de 2004 produïda per l'empresa basca Baleuko i dirigida per Juanjo Elordi. Fou rodada originalment en basc.

## Argument
Els Balunis són uns éssers que viuen a Borovila i només coneixen del que passa fora del seu món el que explica un venedor anomenat Cuadrado, qui a canvi d'unes bales que fabriquen ells, els proporciona altres productes. Amb les bales estan fent una estàtua per regalar a Plutó el dia del seu centenari. Satur la trenca sense voler, i quan li recriminen el fet, s'enfada tant que amenaça amb marxar de Borovila i anar a la zona fronterera. En una epica aventura on Satur i els seus amics es busquen entre ells mateixos, i on Satur ha d'aconseguir l'amor de Mercuri. Quan l'endemà no el veuen. tots marxen a buscar-lo.

## Equip tècnic
| Direcció           | Juanjo Elordi                      |
| Guió               | Unai Iturriaga                     |
| Producció          | Eduardo Barinaga i Karmelo Vivanco |
| Música             | José Ramón Gutiérrez               |
| Direcció artística | Iván Oneka                         |
| Edició             | Alazne Portu                       |

## Nominacions
El 2004 fou nominada al Goya a la millor pel·lícula d'animació.